# Maybach I och II

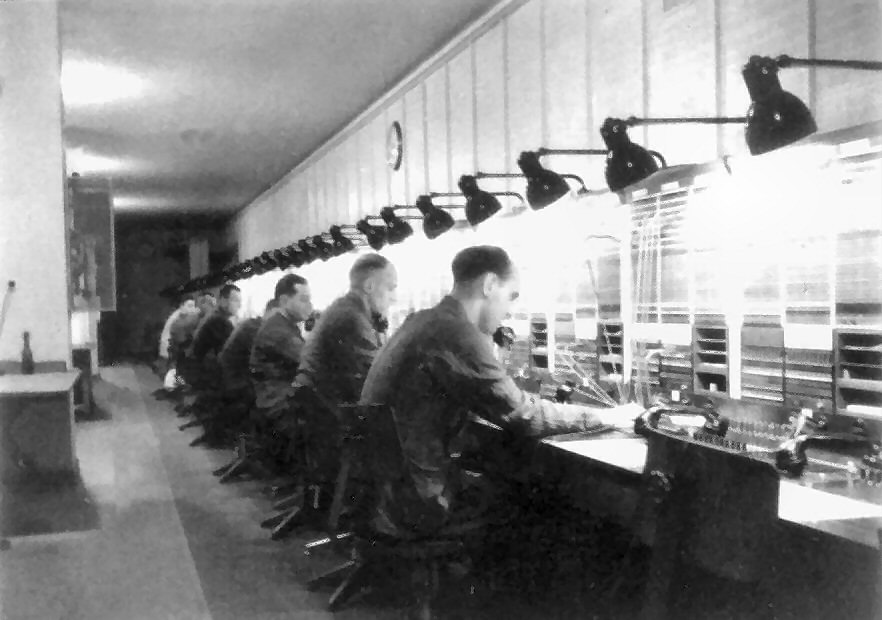
Telefonister i bunkern Zeppelin 1942.

Maybach I och II var ett bunkerkomplex beläget i Wünsdorf utanför Zossen, omkring 20 kilometer söder om Berlin, och fungerade som operativt högkvarter för Oberkommando des Heeres (OKH) och Oberkommando der Wehrmacht (OKW) under andra världskriget. Bunkersystemet bestod av bunkrarna Maybach I, Maybach II och Zeppelin.
Maybach I uppfördes mellan 1937 och 1939 och bestod av tolv trevåningsbyggnader ovan jord och under jord fanns två bunkervåningar som var sammankopplade med varandra. Maybach II färdigställdes 1940 och bestod av elva trevåningsbyggnader med liknande bunkersystem som i Maybach I. Utvändigt såg byggnaderna civila ut och var dekorerade med konstgjorda fönster och dörrar.
Zeppelin, även kallad Amt 500, uppfördes samtidigt som Maybach. Komplexet var L-format och bestod av ett tvåvåningshus och ett trevåningshus. Under jord var Zeppelins bunker sammankopplad genom en tunnel med Maybach I. Under andra världskriget var Zeppelin den viktigaste telestationen inom Wehrmacht.
Mellan den 15 och 17 januari 1945 flyttade OKH sin verksamhet till Maybach I medan generalstaben, sedermera ledd av Hans Krebs, inkvarterades i Maybach II. Under våren utsattes området för våldsamt bombardemang av britterna, varunder Krebs själv sårades den 15 mars. Den 20 april avancerade 3. sovjetiska gardesarmén mot Zossen och det tyska högkvarteret flyttades till Berlin och Zossen föll i ryssarnas händer senare samma eftermiddag.
1946 demolerade ryssarna byggnaderna, men några ruiner och delar av tunnlarna finns fortfarande kvar på platsen. Zeppelin upprustades under kalla kriget och användes av sovjeterna som högkvarter för arméledningen. Även bunkerns tunnelsystem upprustades och bunkern sades vara kärnvapensäker. Ryska armén övergav högkvarteren i oktober 1992. Idag är bunkersystemen ett turistmål och guidade turer ges i området.